# Notophthiracarus uncinulus
Notophthiracarus uncinulus är en kvalsterart som beskrevs av Wojciech Niedbała 2000. Notophthiracarus uncinulus ingår i släktet Notophthiracarus och familjen Phthiracaridae. Inga underarter finns listade i Catalogue of Life.